# Michauxia
Genre
Classification phylogénétique
Michauxia est un genre de plantes vivaces, les michauxies, appartenant à la famille des Campanulaceae que l'on trouve en Asie mineure et au Proche-Orient.
Il a été baptisé ainsi, en 1788, par L'Héritier de Brutelle en l'honneur du botaniste français André Michaux, qui avait rapporté de la région d'Alep, la première espèce de ce nouveau genre :  Michauxia campanuloides.

## Description
Le genre Michauxia comprend des espèces de plantes à fleurs imposantes avec une grande tige érigée, des feuilles en forme de lyre au bords inégaux et une rosette à la base. Les fleurs sont groupées en inflorescences paniculées. Le calice est divisé en huit ou dix parties, de même que la corolle avec de très longs pétales linéaires. Les étamines (huit ou dix) sont libres et larges.
Les fruits se présentent sous la forme de capsules cylindriques.

## Espèces
- Michauxia campanuloides L'Hér., 1788 (espèce type)
- Michauxia koeieana Rech.f., 1955
- Michauxia laevigata Vent., 1802
- Michauxia nuda A.DC., 1839
- Michauxia stenophylla Boiss. & Hausskn., 1875
- Michauxia tchihatcheffii Fisch. & C.A.Mey., 1854
- Michauxia thyrsoidea Boiss. & Heldr., 1839